# Nixes Mate
Nixes Mate (auch Nixes Island oder Nick’s Mate) ist eine Insel im Boston Harbor. Sie liegt 6,33 mi (10,2 km) vom Bostoner Stadtzentrum entfernt auf dem Gebiet des Bundesstaats Massachusetts der Vereinigten Staaten. Sie wird von der Küstenwache der Vereinigten Staaten verwaltet und ist Teil der Boston Harbor Islands National Recreation Area, jedoch der Öffentlichkeit nicht zugänglich.

## Geographie

### Geologie
Der Marker auf der Insel ragt ca. 20 ft (6,1 m) auf. Bei Ebbe werden Felsen rund um die Insel sichtbar.

### Flora und Fauna
Unterhalb der Wasseroberfläche wachsen diverse Pflanzen. Die Tierwelt der Insel ist noch Gegenstand wissenschaftlicher Untersuchungen.

## Geschichte
Die Insel diente im 17. Jahrhundert vor allem als Steinbruch für Schiffsballast; im 18. Jahrhundert wurde dort Schiefer abgebaut. 1636 wurde Nixes Mate an John Gallop übertragen, der als Hafenlotse auf Gallops Island arbeitete und seine Schafe auf der zu dieser Zeit noch 12 Acres (4,9 ha) umfassenden Insel Nixes Island grasen ließ. 1726 wurde der Körper des zuvor exekutierten Piraten William Fly an die Insel (nun Nick’s Mate) gekettet und der Natur überlassen; zwei weitere Piraten wurden dort begraben.

## Sehenswürdigkeiten
Der 1805 von der Boston Marine Society auf einem Granit-Fundament aus Holz errichtete, als Pyramide ausgeführte und unbeleuchtete Marker wurde unter der Nummer 04000189 am 18. März 2004 (allerdings mit Baudatum 1834) in das National Register of Historic Places eingetragen. Aktuell wird die Geschichte des Bauwerks wissenschaftlich untersucht. Er ist mit einer Deckschicht aus Beton überzogen und kennzeichnet den Nubble Channel, eine wichtige Schifffahrtsstraße im Hafengebiet.